# Unité (État)
Pour les articles homonymes, voir Unité.
Unité (en anglais : Unity) est un État du Soudan du Sud.
Sa capitale est Bentiu.
Les autres villes importantes sont : Rubkona, Mayom, Leer, Adok, Biem, Nyal et Pariang.

## Comtés
L'État est subdivisé en 9 comtés :
- Comté d'Abiemnhom
- Comté de Guit.
- Comté de Koch.
- Comté de Leer.
- Comté de Mayiendit.
- Comté de Mayom.
- Comté de Ruweng.
- Comté de Panyijar.
- Comté de Rubkona.

## Économie
L'agriculture était la principale activité économique de l'État. Les habitants de l'État étaient des agro-pasteurs nomades engagés dans l'agriculture et l'élevage de bétail, en particulier de bétail. L'agriculture a eu lieu pendant la saison des pluies, mais certaines cultures ont également lieu en été. Les légumes n'étaient pas largement cultivés car la plupart des agriculteurs étaient ruraux plutôt qu'urbains et n'avaient donc pas accès aux marchés pour leurs produits. Certaines ONG ont initié les agriculteurs à la culture du marché.

## Gouverneurs de l'État
- Taban Deng Gai (2005-2013)
- Joseph Monytuil (en) (2013-2024)
- Riek Tap Long (depuis 2024)[1]